# Hermanniella dolosa
Hermanniella dolosa är en kvalsterart som beskrevs av Grandjean 1931. Hermanniella dolosa ingår i släktet Hermanniella och familjen Hermanniellidae. Inga underarter finns listade i Catalogue of Life.